# Logan Campbell
Kismet Logan Tane Campbell (* 7. Juni 1986 in Auckland City) ist ein neuseeländischer Taekwondoin. Er startet in der Gewichtsklasse bis 68 Kilogramm.
Campbell trainiert unter Nationaltrainer Jin Keun-oh am Leistungszentrum in Browns Bay. Seine ersten internationalen Titelkämpfe bestritt er bei der Juniorenweltmeisterschaft 2002 in Iraklio und im Erwachsenenbereich bei der Weltmeisterschaft 2003 in Garmisch-Partenkirchen, er schied aber jeweils nach dem Auftaktkampf aus. Auch bei den folgenden Weltmeisterschaften schied Campbell frühzeitig aus. Er qualifizierte sich für die Olympischen Spiele 2008 in Peking, musste aber erneut eine Auftaktniederlage hinnehmen. Beim ozeanischen Olympiaqualifikationsturnier Mitte 2011 in Nouméa qualifizierte sich Campbell für seine zweiten Olympischen Spiele 2012 in London. Im entscheidenden Finalduell siegte er kampflos, nachdem sein Gegner verletzungsbedingt nicht antreten konnte.
Im Jahr 2009 wurde bekannt, dass Campbell in seiner Heimatstadt ein Bordell eröffnet hatte, was zu kontroversen Diskussionen führte. Das Neuseeländische Olympische Komitee stellte weitere Starts bei Olympischen Spielen wegen der fehlenden Vorbildfunktion infrage. Campbell hingegen begründete den Schritt mit mangelnder finanzieller Förderung der Taekwondoin in Neuseeland, nur durch die Unterstützung seiner Eltern konnte er bis dahin an Wettkämpfen in Übersee teilnehmen. Nach dem Ende der geschäftlichen Tätigkeit in dem Bereich stand letztlich einer Nominierung für die Olympischen Spiele nichts im Wege.